# رنه سدی یو
رنه رودلف ژاک سدی یو روزنامه‌نگار و مورخ فرانسوی، در دوم نوامبر ۱۹۰۶ در اورلئان فرانسه متولد شد و تحصیلات خود را در رشته حقوق و علوم سیاسی و ادبیات در دانشگاه پاریس به پایان رساند و مدرک دکترا گرفت. از سال ۱۹۲۸ در روزنامه انفورماسون به عنوان خبرنگار به کار پرداخت و تا سال ۱۹۴۰ به این حرفه ادامه داد.

## آثار
آثار رنه سدی یو از جمله در کشورهای ایران،آلمان، انگلستان، آرژانتین، برزیل، کانادا، چین، دانمارک، اسپانیا، فنلاند، ایتالیا، نروژ و شوروی ترجمه و منتشر شده‌است. وی تا کنون بیست جلد کتاب تألیف کرده که از جمله آن‌ها می‌توان به آثار زیر اشاره کرد:
- سیری در تاریخ جهان
- سیری در تاریخ اروپا
- سیری در تاریخ فرانسه
- تاریخ پول‌های مهم جهان
- تاریخ استعمار
- الفبای اقتصاد
- الفبای تورم
- تاریخ طلا
- تاریخ نفت
- تاریخ سوسیالیسم‌ها[۲]